# Енина, Екатерина Олеговна
Екатерина Олеговна Енина (р. 23 мая 1990, Новокуйбышевск, Куйбышевская область, РСФСР) — российская волейболистка. Связующая.

## Биография
Екатерина Енина начала заниматься волейболом в Новокуйбышевске. Первый тренер — В. И. Парменова. В 15-летнем возрасте была включена в состав фарм-команды самарской «Искры», а с 2007 на протяжении двух сезонов выступала за основную команду ВК «Искра» в высшей лиге «А». С 2009 года играла за «Воронеж» (в том числе в суперлиге в 2015—2016), «Приморочку» и «Тюмень-ТюмГУ»
С 2018 по 2021 выступала за «Липецк».

### Клубная карьера
- 2005—2007 —  «Искра»-2 (Самара);
- 2007—2009 —  «Искра» (Самара);
- 2009—2014 —  «Воронеж» (Воронеж);
- 2014—2015 —  «Приморочка» (Владивосток);
- 2015—2016 —  «Воронеж» (Воронеж);
- 2016—2018 —  «Тюмень-ТюмГУ» (Тюмень);
- 2018—2021 —  «Липецк» (Липецк).

## Достижения
- победитель (2020) и бронзовый (2013) призёр чемпионатов России среди команд высшей лиги «А».
- бронзовый призёр Кубка Сибири и Дальнего Востока 2017.